# Ибадан
Ибадан (на йоруба: Ìbàdàn) е град в Югозападна Нигерия, административен център на щат Ойо. Намира се на 120 km северно от Лагос и Гвинейския залив. Ибадан е вторият по големина град в страната след Лагос, а населението му е около 10 000 000 души (2007). Има аерогара, фабрики за тютюн, плодови консерви и сокове, автомобилни гуми, палмово масло. Основан е през 18 век.
В Ибадан е родена певицата Шаде (р. 1959).

## Побратимени градове
- Кливланд, САЩ